# Washim (distrikt)

Distriktets läge i Maharashtra.

Washim är ett distrikt i delstaten Maharashtra i västra Indien. Befolkningen uppgick till 1 020 216 invånare vid folkräkningen 2001. Den administrativa huvudorten är Washim. 

## Administrativ indelning
Distriktet är indelat i sex tehsil (en kommunliknande enhet):
- Karanja
- Malegaon
- Mangrulpir
- Manora
- Risod
- Washim

## Städer
Distriktets städer är:
- Karanja
- Mangrulpir
- Risod
- Washim